# Веркудское
Верку́дское (бел. Вярку́дскае; альтернативные названия — Веркуды, Веркудо, бел. Вяркуда) — озеро в Ушачском районе Витебской области Белоруссии. Относится к бассейну реки Туровлянка. Принадлежит к группе Ушачских озёр.

## Описание
Озеро Веркудское находится в 17 км к востоку от городского посёлка Ушачи, рядом с агрогородком Веркуды. Высота над уровнем моря — 131 м.
Площадь водоёма составляет 1,8 км², длина — 2,2 км, наибольшая ширина — 1,3 км. Длина береговой линии — 9 км. Объём воды в озере составляет 10,86 млн м³. Наибольшая глубина — 12 м, средняя — 6 м. Площадь водосбора — 9,1 км².
Котловина озера эворзионного типа, имеет лопастную форму, близкую к округлой. Склоны — высотой 25—30 м, крутые, преимущественно поросшие лесом. Восточные склоны пологие, распаханные, высотой 5—7 м. Береговая линия извилистая. В западной части озера присутствует несколько заливов, наиболее крупный из которых расположен на юго-западе. Берега озера сливаются со склонами котловины. Южный берег низкий, заболоченный. С юго-востока к озеру примыкает заболоченная пойма.
Подводная часть котловины водоёма обладает корытообразной формой и складывается из двух плёсов. Мелководье песчаное. Дно выстлано слоем глинистого ила. В южной части озера имеется остров.
Минерализация воды достигает 230 мг/л, прозрачность — 3 м. Озеро эвтрофное, слабопроточное. Из северной части вытекает ручей, впадающий в озеро Паульское. Впадают ручей и канал из озера Линец.
Ширина полосы растительности составляет до 140 м. Растительность распространяется до глубины 3 м. В воде обитают лещ, щука, окунь, судак, плотва, густера, линь и другие виды рыб, в том числе речной угорь.